# Lophospermum scandens
Lophospermum scandens är en grobladsväxtart som beskrevs av David Don. Lophospermum scandens ingår i släktet Lophospermum och familjen grobladsväxter. Inga underarter finns listade i Catalogue of Life.

## Bildgalleri

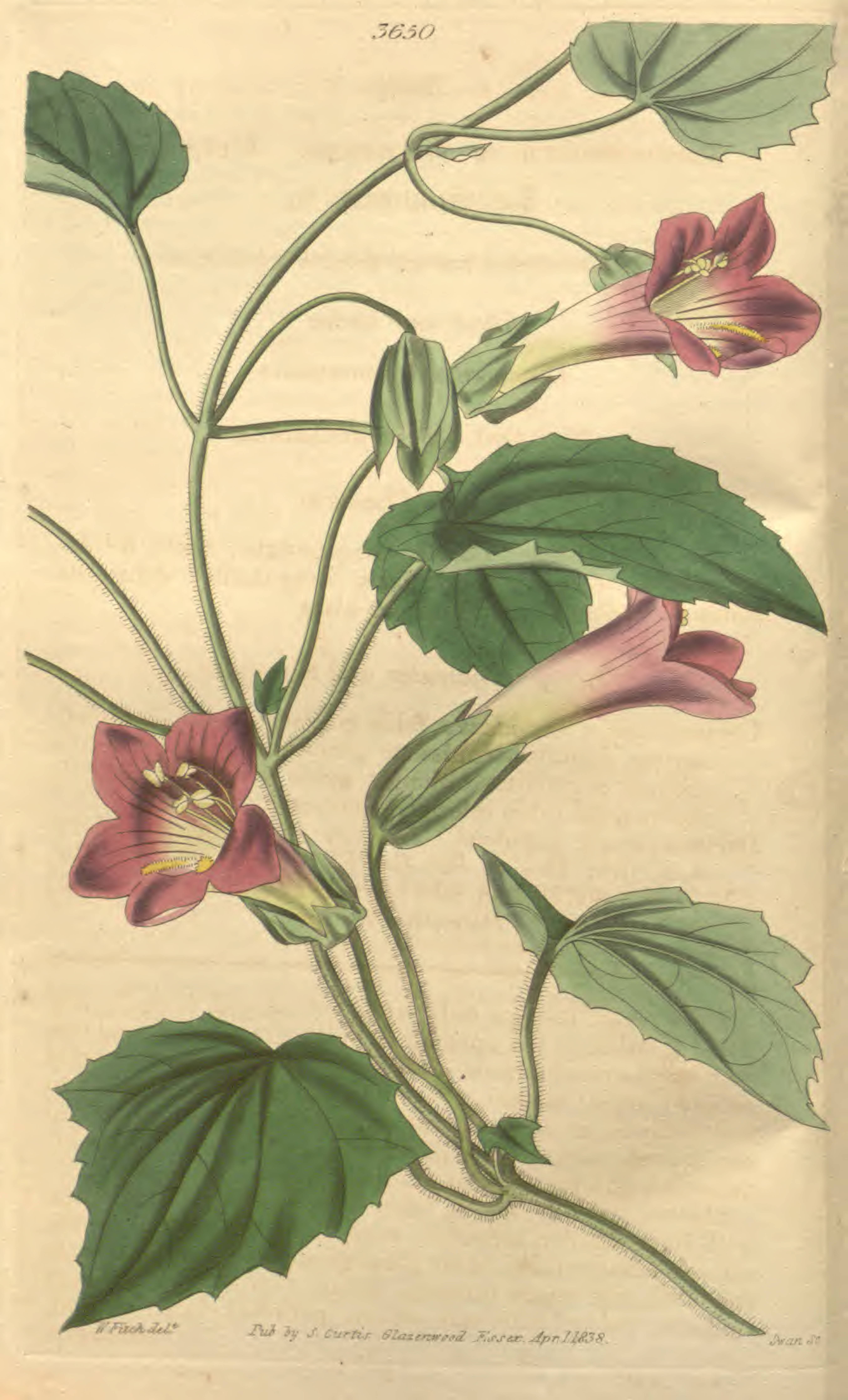
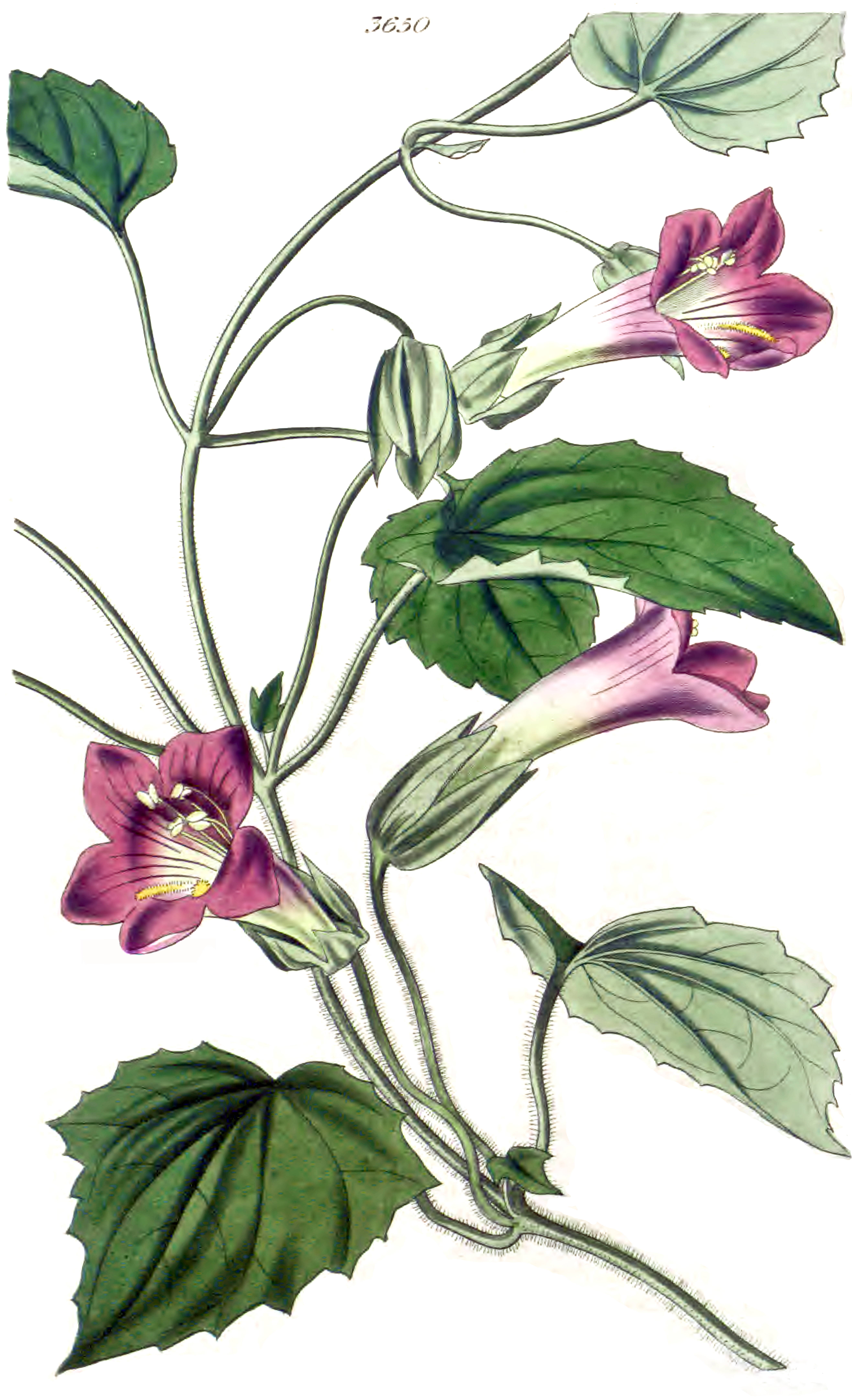